# Emil Stromeyer
Emil Stromeyer (* 1. Mai 1880 in Konstanz; † 1951 ebenda) war ein deutscher Industrieller.

## Leben
Emil Stromeyer wurde als Sohn des Konstanzer Fabrikbesitzers Ludwig Stromeyer geboren. Nach dem Besuch des Gymnasiums in Konstanz studierte er an den Universitäten Freiburg, Berlin und Heidelberg Rechtswissenschaften. In Freiburg wurde er 1902 Mitglied des Corps Rhenania. In Heidelberg wurde er 1906 zum Dr. jur. promoviert. An sein Studium schlossen sich Tätigkeiten bei verschiedenen in- und ausländischen Banken sowie in der Direktion eines führenden Mannheimer Industrieunternehmens an. Im Ersten Weltkrieg war er Batterieführer. 1921 wurde er Teilhaber des väterlichen Unternehmens, der Firma L. Stromeyer Co. Stromeyer war Vizepräsident der Handelskammer für den Kreis Konstanz. 1949 gehörte er als deren Vertreter und Präsident des Rheinschiffartsverbandes e.V. in Konstanz der Studienkommission der Rheinkammerunion an.